# 北山駅 (広州市)
北山駅（ほくさんえき）は、中華人民共和国広東省広州市海珠区科韻南路に位置する広州地下鉄12号線の駅。

## 歴史
計画時の仮駅名は「侖頭駅」であった。
- 2025年6月29日：開業[2]。

## 駅構造
島式ホーム1面2線を有する地下駅。官洲側に引き上げ線が2線ある。

### のりば
| 番線 | 路線     | 行先         |
| ---- | -------- | ------------ |
| 1    | ■ 12号線 | 大学城南方面 |
| 2    | ■ 12号線 | 二沙島方面   |

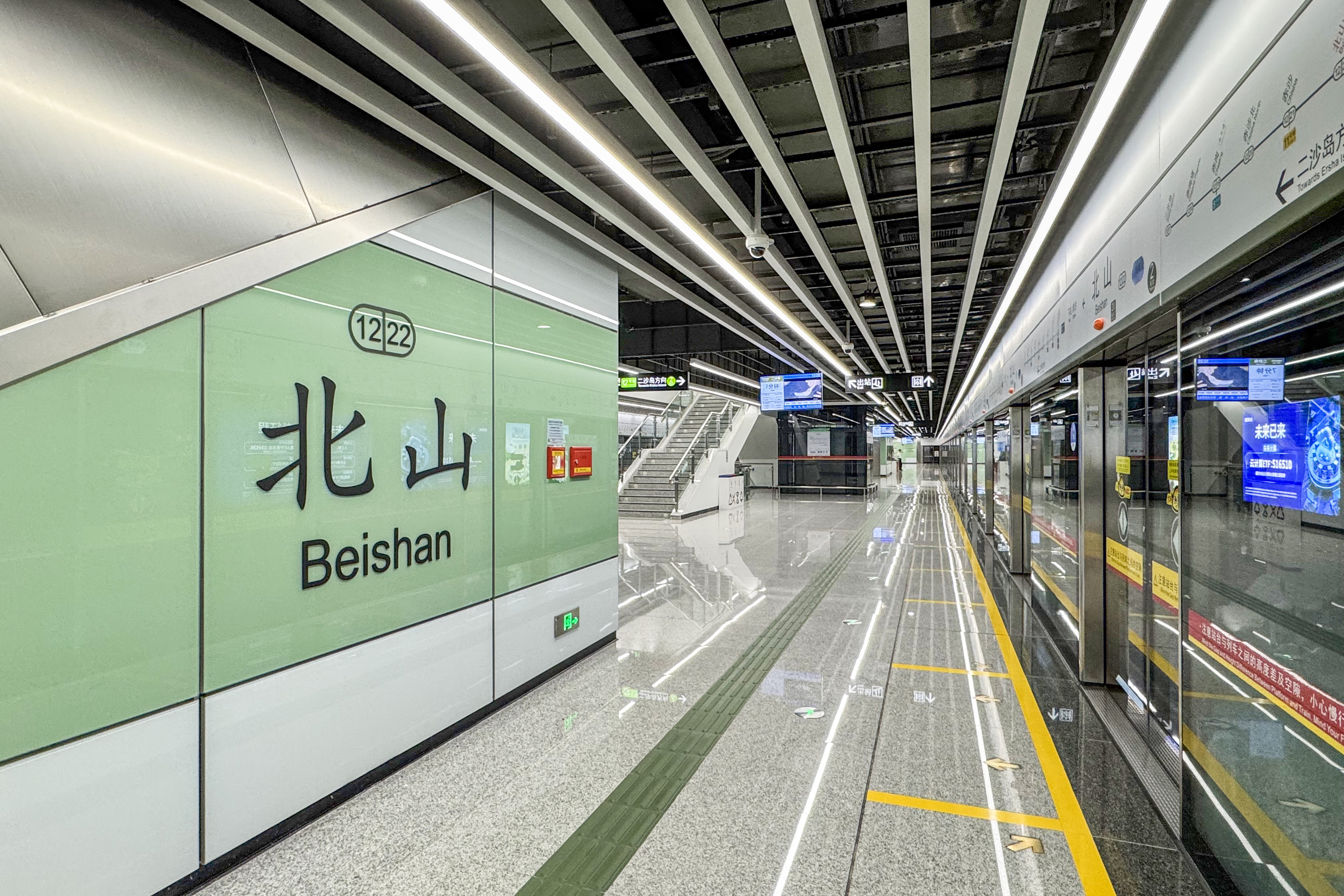
ホーム
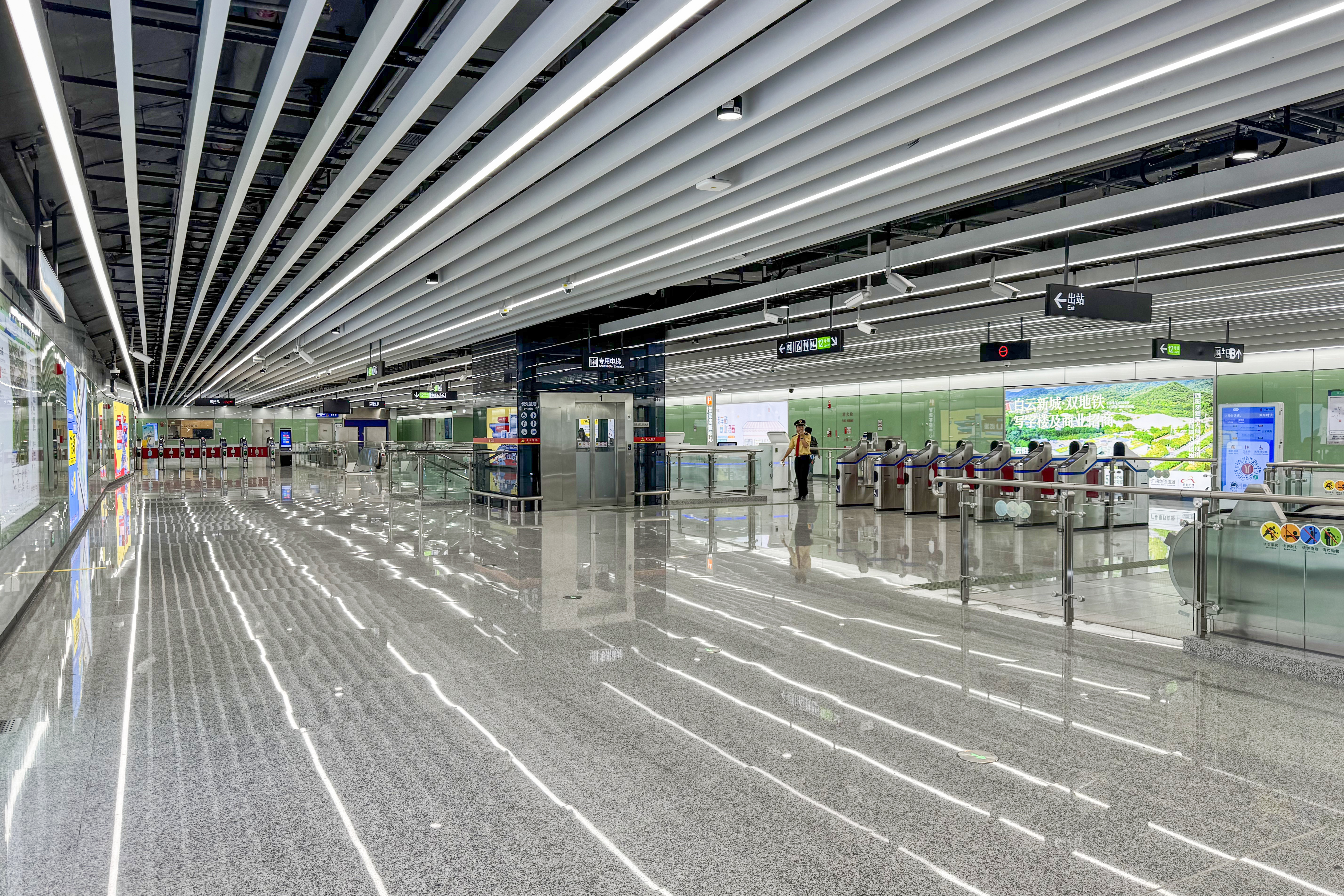
コンコース

## 駅周辺
- 北山村
- 官洲北苑
- 北山広鷹科技創意園

## 隣の駅
広州地下鉄
■ 12号線
赤沙駅 1221 - 北山駅 1222 - 官洲駅 1223